# Protestas en Argelia de 2014
Las protestas en Argelia de 2014 o Revolución Barakat fueron protestas pacíficas contra los planes del presidente Abdelaziz Buteflika para un cuarto mandato, quien terminó ganando las elecciones presidenciales argelinas de 2014 a pesar de los boicots y protestas de la oposición, que fueron dispersadas generalmente por gas lacrimógeno. Miles continuaron resistiendo la violencia durante los siguientes 2 meses.
Las protestas comenzaron con mítines y manifestaciones de jóvenes estudiantes bereberes, exigiendo reformas al sistema político. Además de las protestas y los actos de desobediencia civil, los huelguistas y jóvenes enmascarados utilizaron la violencia contra las fuerzas de seguridad, provocando tensiones y enfrentamientos con los militares en Cabilia. Durante las manifestaciones se escucharon consignas hostiles contra el gobierno.
70 manifestantes resultaron heridos y cientos fueron arrestados durante las manifestaciones, incluso hubo acusaciones de represión (por Human Rights Watch) y violencia contra manifestantes en las regiones del sur. En Argel, miles de personas participaron entre marzo y abril en protestas que pedían reformas más amplias y el rechazo del cuarto mandato. No obstante, no se hicieron concesiones con los manifestantes.